# Glockengießerei Gößner

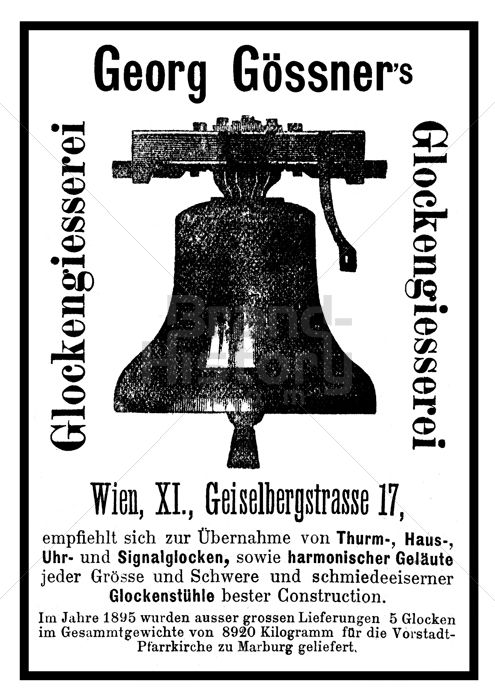
Werbung der Gießerei

Die Glockengießerei Gößner war eine Glockengießerei im Wiener Bezirksteil Simmering.

## Geschichte
Gegründet wurde das Unternehmen 1873 von Friedrich Gössner (gest. 1885). Sein Sohn Georg Gössner (1853–1907) arbeitete von 1884 und 1907 in Simmering. Dabei half ihm auch sein Bruder Franz Gössner (ca. 1884–1892). Die Brüder trennten sich um 1892, und Georg arbeitete im Betrieb allein bis zu seinem Tode am 4. August 1907.
Die Witwe von Georg, Johanna Gößner, leitete die Gießerei mit dem Werkführer Johann Hahn von 1907 bis zum Beginn des Ersten Weltkrieges 1914 weiter – er selbst war später selbständiger Glockengießer in Landshut bzw. Reutte (Hahn & Adler). Der ehemalige Betrieb von Georg Gössner bzw. seiner Witwe wurde nach dem Krieg an Friedrich Hamm verpachtet. Im Jahr 1931 wurde der Betrieb eingestellt.